# 徐嘉敏
徐 嘉敏（じょ かびん、Xu Jiamin, 1994年4月11日 - ）は、中華人民共和国出身のサッカー選手。中国サッカー・スーパーリーグ・大連人職業足球倶楽部所属。ポジションはゴールキーパー。

## 来歴

### クラブ
2012年、貴州人和足球倶楽部に加入。
2020年7月9日、大連人職業足球倶楽部に移籍。